# Aitape-Wewak-Kampagne
1942

Rabaul –
1. Salamaua-Lae –
Operation N –
Operation MO –
Korallenmeer –
Buna-Gona –
Kokoda Track –
Milne-Bucht –
Goodenough –
Buna-Gona-Sanananda –
Operation Lilliput 
1943

Wau –
Bismarcksee –
I –
2. Salamaua-Lae –
Chronicle –
Finisterre –
Cartwheel –
Bougainville –
Huon –
Neubritannien –
Bombardierung von Rabaul 
1944–1945

Admiralitätsinseln –
Emirau –
Take Ichi Konvoi –
Reckless –
Persecution –
Wakde-Sarmi –
Biak –
Noemfoor –
Driniumor –
Sansapor –
Morotai –
Aitape–Wewak
Die Aitape-Wewak-Kampagne war eine der letzten größeren Operationen während des Pazifikkriegs im Zweiten Weltkrieg. Die australische 6. Division, unterstützt durch See- und Luftstreitkräfte, bekämpfte die 18. Armee des japanischen Kaiserreichs im Territorium Neuguinea ab dem November 1944. Diese bis zum Kriegsende andauernden Kämpfe wurden von den Australiern als „Aufräum-Operation“ angesehen.
Bei den dort herrschenden klimatischen und territorialen Bedingungen waren die Verluste durch Krankheiten und der geführten Kämpfe im Verhältnis zur strategischen Notwendigkeit sehr hoch. Gerade dies wurde später in Frage gestellt.
Die japanischen Streitkräfte konnten im Verlauf aus den Küstengebieten in das Landesinnere getrieben werden.

## Vorgeschichte
Während des Pazifikkriegs wurde die Stadt Aitape und der Rest des nördlichen Territoriums Neuguineas im März 1942 zunächst von der Kaiserlich Japanischen Armee im Rahmen der Invasionsbestrebungen nach Südostasien besetzt. Die Japaner legten dort auch das Flugfeld Tadji an.
Durch eine amerikanische Landung am 22. April 1944 zurückerobert (→ Operation Persecution), wurde Aitape zum alliierten Bereitstellungsraum, um den weiteren Vormarsch in Richtung der Philippinen zu unterstützen. Um amerikanische Truppen für die philippinischen Operationen freizustellen, wurde die Verteidigung des Gebiets auf Befehl von General Blamey an australische Streitkräfte übergeben. Die Truppen der 6. Australischen Division und des 3rd Base Sub Area, eine Logistikeinheit, begannen ab Anfang Oktober 1944 die Amerikaner schrittweise zu entlasten.

## Das Kampfgebiet
Die Kämpfe wurde in einem langgestreckten Dreieck im Nordosten des Landes ausgetragen. Es wurde im Norden vom Meer, im Süden vom Fluss Sepik und im Westen ungefähr von einer Nord-Süd-Linie durch Aitape begrenzt. Rund um Aitape erstreckt sich die sumpfige Küstenebene etwa 13 km landeinwärts, bevor sie die Ausläufer der Torricelli-Berge erreicht. Östlich von Aitape verengt sich die Ebene und die Berge reichen fast bis an den Strand. Nördlich der Torricelli-Berge gibt es einige Flussdeltas, die während der Regenzeit plötzlichen Überschwemmungen ausgesetzt sind. Im Süden münden die Bäche in den Sepik, einen großen Fluss, der von Schiffen etwa 480 km weit ins Landesinnere befahrbar ist. Zwischen den südlich fließenden Bächen liegt eine Reihe steiler, stark bewaldeter Grate und Felssporne die bei Maprik jedoch etwas weniger rau werden und es gibt weite Gebiete mit Silberhaargras.
Nur zu Fuß konnten sich die Einheiten in den Bergen bewegen, die sich an der Südflanke abrupt erheben. Oft waren die Spitzen der Felsgrate, die in diese Bereiche führen, nur sehr schmal und boten eine Vielzahl von Standorten für Verteidigungspositionen die für Infanteristen äußerst schwierig anzugreifen oder für Artillerie schwer zu erreichen waren.
In der Nähe von Aitape und Wewak gab es einige Kilometer befahrbare Straße und eine Straße zwischen Marui und Maprik, das vor dem Krieg ein Verwaltungszentrum und der Standort eines Flugplatzes gewesen war. Die Küstenregion war nur spärlich bevölkert, aber das fruchtbare Hügelland südlich der Torricelli-Berge war ziemlich dicht besiedelt und seine vielen Dörfer waren durch ein Netz von Fußwegen verbunden.

## Die japanische Situation

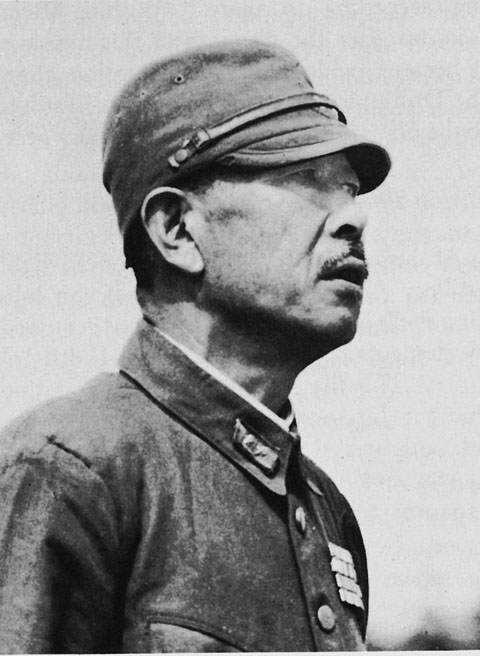
Adachi Hatazō

Die 18. Armee hatte infolge australischer Operationen im Hinterland von Salamaua, auf der Halbinsel Huon (→ Schlacht um die Huon-Halbinsel) und im umkämpften Finisterre-Gebirge große Verluste erlitten. Hinzu kam der schwere Rückschlag, den die 18. Armee nach dem Angriff auf die amerikanische Garnison zum Schutz des Flugplatzes und des Hafens von Aitape hinnehmen musste.
Der australische Geheimdienst glaubte im Oktober 1944, dass die 18. Armee auf etwa 30.000 Mann geschrumpft war. Allerdings lag die korrekte Zahl bei ungefähr 35.000. Es war auch bekannt, dass sich das Armeehauptquartier von Generalleutnant Adachi Hatazō einige Kilometer westlich von Wewak befand. Auf den Inseln Kairiru und Muschu wurden rund 2000 Mann vermutet. Die 51. Division unter Generalleutnant Nakano Hidemitsu sollte sich in der Küstenregion vom Fluss Sepik bis etwa Karawop befinden, die 20. Division unter Generalleutnant Nakai Masutaro bei den Flugfeldern But und Dagua sowie im Landesinneren des Maprik-Gebiets und die 41. Division unter Generalleutnant Mano Gorō vor dem Fluss Anumb bis an die Küste nach Balif, wo sie ihr Hauptquartier hatte.
Viele Japaner waren krank oder körperlich schwach, weil es an Nahrungsmitteln und Medikamenten mangelte. Ein großer Teil beschäftigte sich mit Gartenarbeit und Fischerei, und 3000 Basistruppen wurden verteilt, um auf dem Land nach Nahrung zu suchen.

## Die australische Situation

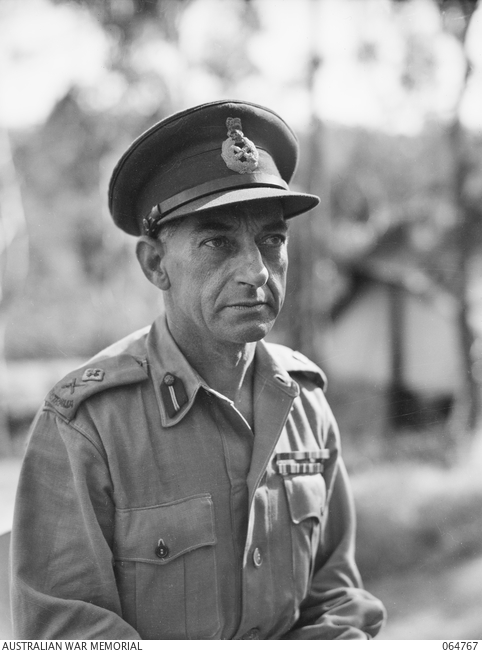
Generalmajor Stevens

Am 15. September 1944 landete eine Aufklärungseinheit der 3rd Base Sub-Area unter Oberstleutnant J. T. Lang in Aitape. Sie war dazu vorgesehen für die nachrückende 6. Division ein Basislager zu errichten. Mitte Oktober trafen weitere Transporter mit Vorräten und Männern der Einheit ein. Als die ersten Soldaten der 6. Division eintrafen war die Basis errichtet, aber der Mangel an Schiffen und Entladungsmöglichkeiten behinderte den weiteren Ablauf erheblich. Letztendlich dauerte es dreieinhalb Monate, bis die letzten Kampfeinheiten in Aitape eingetroffen waren. Die 6. Division stand unter dem Kommando von Generalmajor Jack Stevens.
Zur Luftunterstützung war der Einsatz des No. 71. Wing der RAAF mit drei Staffeln Beauforts vorgesehen. Die taktische Aufklärung sollte von der 4. Staffel mit Boomerangs und Wirraways durchgeführt werden. Weitere Unterstützung sollte auch von Flugzeugen des American Combat Replacement and Training Center in Nadzab, nordwestlich von Lae, geleistet werden.
Nach vorläufigen Patrouillen zur Erkundung der Lage begann der australische Vormarsch der Brigaden der 6. Division im Dezember 1944. Er hatte zwei Achsen; die erste entlang der Küste in Richtung der japanischen Basis in Wewak und die andere in die Torricelli-Berge, die auf das Gebiet um Maprik abzielte. Dieses Gebiet nutzten die Japaner zur Nahrungssuche und Pflanzenanbau damit die japanische Streitmacht überleben konnte.

## Beginn der Kämpfe
Die japanische 20. und 41. Division hatten ihre Patrouillen verstärkt und Verteidigungspositionen vorbereitet. An beiden Fronten machten die Australier daher nur langsame Fortschritte gegen starke Gegner, aber ihre überlegene Ausbildung und Ausrüstung kamen ihnen zugute. Ende Januar 1945 erreichte die 19. Brigade den Fluss Danmap. Dabei verloren sie 36 Mann, von denen einige bei Überflutungen ertrunken waren. Die Japaner verloren bei den Kämpfen 434 Soldaten. Beide Seiten litten unter Tropenkrankheiten, insbesondere der Malaria, die während der Regenzeit wütete.
Anschließend wurde die 19. Brigade von der 16. abgelöst.
Für den Jahresbeginn 1945 unterbreitete General Stevens drei Vorschläge für das weitere Vorgehen. Er bevorzugte einen Vormarsch entlang der Torricelli-Berge, um zu verhindern, dass sich die Japaner von Wewak nach Süden in die fruchtbareren Gebiete zurückziehen, in denen sie Gärten angelegt hatten. Doch dazu waren die Ressourcen nicht verfügbar. Eine nötige zusätzliche Luftunterstützung konnte nicht bereitgestellt werden. Stattdessen wurde ihm am 10. Februar befohlen, im Rahmen seiner eigenen Ressourcen und ohne größere Schlachten weiter entlang der Küste nach Wewak vorzurücken.

## Kämpfe um die Flugfelder But und Dagua

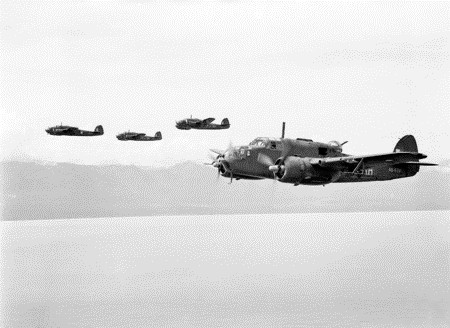
Vier Beaufort-Bomber an der Nordküste Neuguineas im Anflug auf japanische Stellungen bei Wewak

Ein Bataillon der 16. patrouillierte entlang der Küste bis zum Nordwesthang des Hügels Nambut, wo es auf japanischen Widerstand stieß. In der Nacht vom 29. auf den 30. Januar wurde ein heftiger feindlicher Angriff am Nordwesthang des Hügels abgewehrt. Nachdem am 4. Februar ein Schlag gegen japanische Positionen auf dem Hügel misslang wurde Luftunterstützung angefordert. Am darauf folgenden Tag bombardierten acht Beauforts den Hügel, nachdem die Infanteristen das Ziel mit Rauchbomben markiert hatten. Auch in den nächsten Tagen beschossen Bumerangs und Beauforts den Hügel, so dass die Infanterie zwei feindliche Stellungen an den Nordwesthängen erobern konnte. Die Infanterie führte am 16. Februar einen Überraschungsangriff gegen den höchsten Punkt des Hügels erfolgreich durch. Nach weiteren Luftangriffen wurden zwei weitere feindliche Stellungen erobert und bis zum 19. Februar war der Nambut vollständig von den australischen Einheiten eingenommen.
Gegen nur geringen Widerstand besetzte das Bataillon am 16. März Positionen auf dem But-Flugfeld und am 19. März war das But-Gebiet komplett befreit.
Der Vormarsch auf das nächstgelegene Flugfeld Dagua begann am 20. März. Auf einem Kamm seitlich der Straße fanden die Australier einige Gewehre und Ausrüstung die darauf hindeuteten, dass dort 60 bis 70 Japaner in der vergangenen Nacht campiert hatten. Anscheinend hatte der schnelle Vorstoß auf But sie gründlich überrascht und sie hatten ihre Position fluchtartig verlassen.

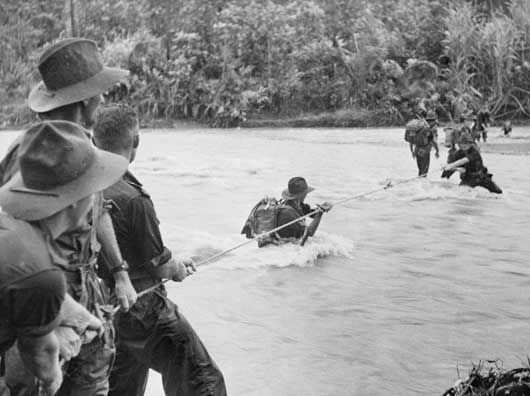
Australische Soldaten bei einer Flussquerung

Auf dem überwucherten Dagua-Flugfeld gab es wie auch in But einige verlassene Flugzeuge, viele rostige Triebwerke und Deponien rostiger Bomben. Es gab so gut wie keinen japanischen Widerstand.
Die Japaner wurden nun aus wichtigen Gebieten vertrieben. In den Bergen musste das Hauptquartier der 41. Division in Balif aufgegeben werden. Die Japaner waren von der Küste nach Süden gedrängt worden und mussten nun an den Ausläufern der Berge bekämpft werden. Dies löste die härtesten Kämpfe seit Beginn der australischen Offensive aus und es dauerte den größten Teil des April um das Gebiet zu sichern. Diese harten Kämpfe begannen die Moral der 6. Division zu mindern, zumal alles ziemlich sinnlos schien, da der Schwerpunkt des Pazifikkriegs zu dieser Zeit so viel näher an Japan lag. Möglicherweise erhielt die Division als Reaktion darauf endlich mehr Unterstützung durch die Marine, einschließlich Transport- und Kriegsschiffe.

## Kämpfe um Maprik
Das nächste australische Ziel war Maprik, östlich von Balif in den Bergen. Schon Mitte März hatten australische Beauforts begonnen japanische Verteidigungsstellungen westlich und nördlich von Maprik anzugreifen. Die Japaner antworteten mit leichtem Flugabwehrfeuer.
Das Gebiet um Maprik wurde Mitte April von den Infanterieeinheiten erreicht, aber die Japaner leisteten erneut heftigen Widerstand und es dauerte mehrere Tage um das Gebiet zu räumen. Die Australier rückten den ganzen Mai über auf der Binnenroute vor und drängten die Japaner stetig zurück.
Die Japaner waren für die Verteidigung von Maprik gut vorbereitet. Jedwede Annäherung der Australier wurde von ihnen genau beobachtet. Eine mit Blick auf Maprik vorgerückte australische Patrouille wurde am 12. April ausgeschaltet. Zwei Tage später versuchten die Australier aus einer guten Position die Japaner mit Mörserfeuer zu vertreiben, was aber fehlschlug. Am 15. April bewegten sich zwei Kompanien nach Osten zum Fluss Screw. Die Japaner wurden aus der Luft sowie mit Mörsern und Maschinengewehren attackiert, wehrten sich jedoch stark aus gut eingegrabenen Stellungen. In den umliegenden Dörfern kam es in den nächsten Tagen immer wieder zu weiteren Kämpfen mit kleineren Gruppen. Es gelang den Japanern sich teils tagelang in verschanzten Stellungen um Maprik zu halten.
Am 21. April starteten die australischen Infanterietruppen den Großangriff auf die Stadt, die am nächsten Tag eingenommen werden konnte. Die Japaner hatten die Westseite des Flusses Screw aufgegeben und begonnen sich in Richtung Norden abzusetzen. Auch der zahlenmäßig größte Luftangriff wurde am 22. April geflogen, als 33 Bomber ein japanisches Hauptquartier etwa 6,5 km östlich von Maprik in drei Wellen bombardierten.
Oberhalb von Maprik wurde am 28. April ein weiteres australische Hauptquartier errichtet. Am folgenden Tag wurde bekannt, dass für die Nachschublieferungen ein Flugplatz in den Torricelli-Bergen zur Verfügung stand. Mittels einer Dakota konnten per Luftabwurf die nachrückenden Soldaten und einheimischen Träger auf ihrem fünftägigen Marsch nach Maprik versorgt werden.
Ende April setzten die Australier der Vormarsch im Küstengebiet fort. Überraschenderweise wurde der japanische Widerstand immer schwächer, obwohl starke Gegenwehr erwartet worden war.

Der Zustand der japanischen Soldaten wurde zunehmend elender. Die extrem schlechte Ernährung und Krankheiten beeinflussten ihre Stärke und die Hoffnungslosigkeit ihrer Position senkten die Moral. So gab es Fälle von Insubordination, Mord und Diebstahl, vor allem von Lebensmitteln. Einige ergaben sich sogar den Australiern.

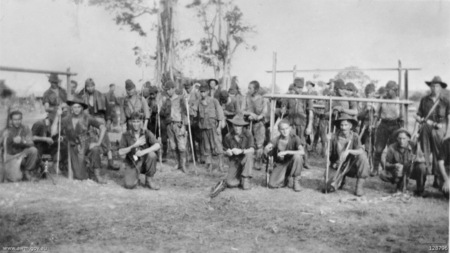
Die Kriegsgefangenen des Takenaga Bataillons

Dies machte besonders der am 3. Mai stattgefundene, sogenannte Takenaga Zwischenfall deutlich. Ein von Oberstleutnant Takenaga Masaharu kommandiertes Bataillon mit insgesamt 42 Soldaten ergab sich der australischen Armee nahe Maprik. Dies war äußerst ungewöhnlich für die japanische Armee, in der die Kapitulation als höchst unehrenhaft angesehen wurde.
Die Kämpfe im weiteren Umland von Maprik dauerten in den nächsten Maitagen an. Immer wieder stießen australische Patrouillen auf vereinzelte japanische Einheiten, die mit Flammenwerfern, leichter Artillerie oder den mitgeführten Maschinengewehren bekämpft wurden.

## Vormarsch an der Küste
Als vorläufigen Schritt hatte General Stevens beschlossen, die 19. Brigade und andere Truppen auf die Basis in But zu verlegen. Um Platz für sie zu schaffen, konzentrierte sich der Hauptteil der 16. Brigade östlich des Flusses But. Patrouillen fanden Anfang April entlang der Küste bis nach Kofi keine Japaner. Der Ort Karawop wurde am 21. April genommen. Ohne weiteren Widerstand gelang es auch die Mündung des Hawain zu besetzen. Nach der Überquerung des Flusses am 25. April feuerte nur eine kleine Gruppe Japaner aus den Ausläufern der Berge auf die australischen Soldaten. Die Japaner zogen sich daraufhin schnell wieder zurück.
Die japanische Opposition im Gebiet um Koanumbo erwies sich als stärker. Am 29. April stießen die Australier auf eine fünfzehnköpfige Gruppe, die sich eingegraben hatte. Am nächsten Tag begannen zwei Platoons einen Angriff auf die Japaner, die sich daraufhin zurückzogen. Während des folgenden weiteren Vormarsches kam es zu schweren Kämpfen mit einer japanischen Einheit, die aus rund 50 Mann bestand. Mittels Artillerie und Luftangriffen konnten diese bekämpft werden.
Die Generäle Blamey, Sturdee, Stevens und Berryman hatten sich am 20. April in Lae getroffen und berieten über das weitere Vorgehen gegen Wewak. Sturdee und Stevens waren der Meinung, dass mit den vorhandenen Ressourcen Wewak eingenommen werden könne. Blamey genehmigte Befehle, die am 27. April von Stevens ausgearbeitet wurden. Demnach war ein Vorrücken der 19. Brigade vom Hawain bis zum Cape Worn bis zum 14. Mai vorgesehen. Wewak sollte anschließend von der 19. Brigade angegriffen werden. Ein Kommando-Regiment sowie andere Abteilungen bildeten die sogenannte Farida-Force und sollten am östlichen Ende der Dove-Bay am Cape Moem landen und dabei von einem Seebombardement unterstützt werden. Um den Japanern den Fluchtweg nach Norden abzuschneiden, musste die Straße zwischen Wewak und Forok abgesichert werden. Blamey gab weiterhin die Anweisung, dass ein Bataillon der 8. Brigade, das damals in Madang stationiert war, bereit sein sollte das Kommandoregiment bei Bedarf zu unterstützen. Die 17. Brigade sollte die Patrouillenaktionen um Maprik fortsetzen.

## Landung in der Dove Bay
Eine kleine Flottille stand der 6. Division zur Unterstützung bereit. Die sogenannte Wewak-Force bestand aus der Sloop Swan, den Korvetten Dubbo und Colac und fünf großen Motorbooten. Die Korvetten suchten vor den Westküsten von Kairiru und Muschu und später vor den Ostküsten und rund um die Einfahrt zum Hafen von Wewak nach Minen. Die Motorboote nahmen in zweifelhaften Kanälen vor Wewak Sondierungen vor und patrouillierten die Küste nach Westen bis zur Muschu-Straße und entlang der Ufer von Muschu und Kairiru. Swan, unterstützt von den Korvetten, bombardierte ausgewählte Ziele. In der Zeit bis zum 3. Mai feuerten Swan und die Korvetten 1.440 Schuss auf Ziele an Land ab.

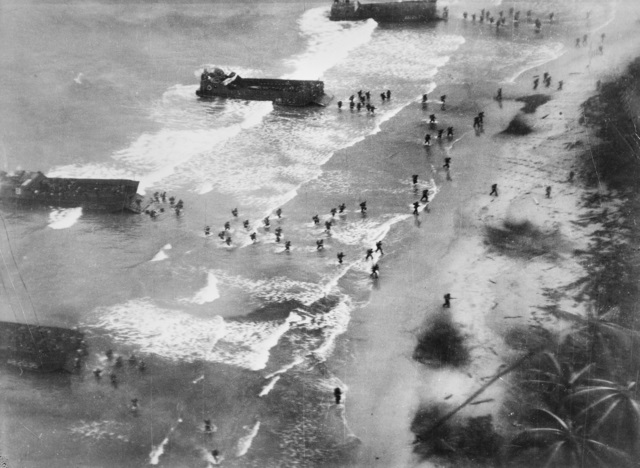
Landung in der Dove Bay

Obwohl General Stevens schon früh Zuweisung von weiterer Unterstützung von See angefordert hatte, wurde diese erst spät gewährt. Es waren die Kreuzer Hobart und Newfoundland sowie die Zerstörer Arunta und Warramunga, alle unter dem Kommando von Kommodore Farncomb.
Zur Luftunterstützung am auf den 11. Mai festgelegten D-Day stand eine erweiterte Staffel der RAAF, bestehend aus 60 Beauforts und Boomerangs zur Verfügung. Sie sollte den Amphibieneinsatz in Dove Bay und den gleichzeitigen Vormarsch der Truppen entlang der Küste nach Wewak unterstützen.
Die Truppen der Farida-Force wurden von But aus mit den zwei Korvetten bis etwa 8 km vor die Dove Bay gebracht, wo sie in die Landungsboote umstiegen. Vor der Landung beschossen die Kreuzer Hobart und Newfoundland sowie die Zerstörer Arunta und Warramunga und die Swan die Küstenlinie der Bucht. Als um 8:30 Uhr das Bombardement beendet war, ging die Farida-Force an Land und sicherte sich schnell einen Brückenkopf gegen wenig japanischen Widerstand.

## Einnahme von Wewak

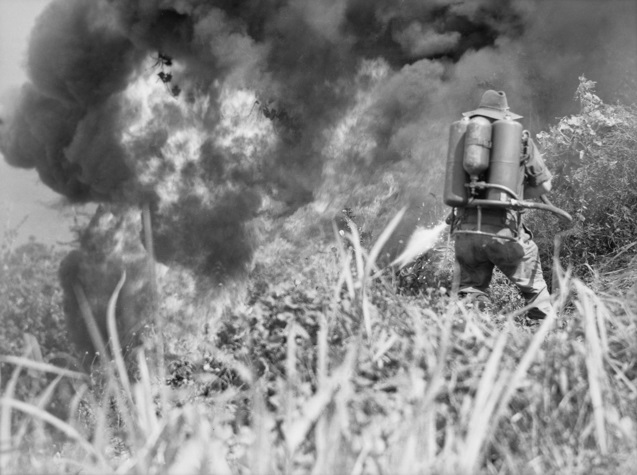
Ein australisches Infanteriebataillon bekämpft mit Flammenwerfern japanische Stellungen bei Wewak

In Wewak selbst trafen unterdessen die Australier nur auf wenige Japaner, so dass das komplette Gebiet um Wewak am 13. Mai in ihren Händen war. Cape Boram wurde am 18. Mai besetzt und eine Woche später kontrollierten die Einheiten Cape Moem. Am 23. Mai vereinigten sich an der Küste der Brandi Plantage die Kreuzung der Streitkräfte von Wewak und der Dove Bay.
Die japanische Position erstreckte sich nun von der Nähe von Yamil im Westen bis zu den Bergen südlich von Wewak im Osten. Sie hatten in diesen Gebieten starke Verteidigungsanlagen aufgebaut und kämpften um die Verteidigung ihrer Gärten zur Lebensmittelproduktion. Die Australier hatten die bessere Artillerieunterstützung, litten aber unter einem relativen Mangel an Bomben für ihre Luftunterstützung.
Der Vormarsch in die noch japanisch besetzten Gebiete begann Anfang Juni 1945.  Die Australier konnten die Japaner unter schweren Kämpfen aus den Yamil-Stellungen im Westen verdrängen. Truppen, die von Wewak ins Landesinnere zogen, eroberten die japanischen Hochburgen am Berg Shiburangu und Berg Tazaki und drängten weiter nach Süden zum Berg Shoto weiter.
Anfang August waren die Japaner in ein kleines Gebiet südlich der Berge zurückgedrängt worden. Einige Männer waren von Adachi nach Süden ins Sepik-Tal geschickt worden, um Nahrung zu finden. Adachi hoffte eine letzte Verteidigung aufbauen zu können, die mindestens bis in den September hinein halten würde.

## Ende der Kämpfe

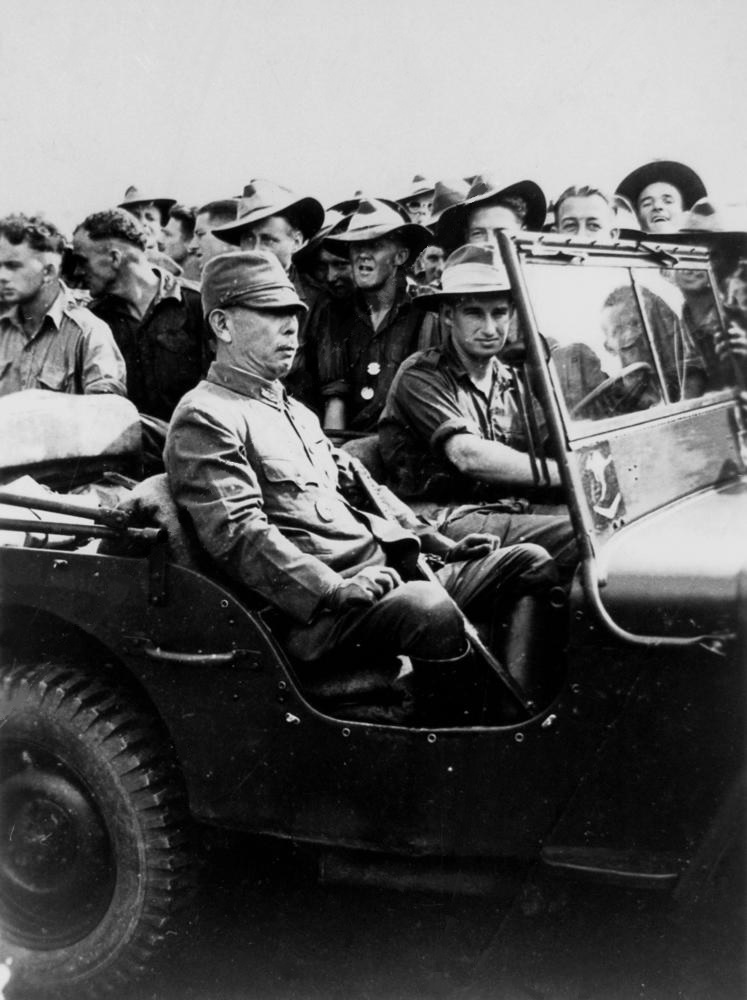
13. September 1945: Generalleutnant Adachi Hatazō wird zur Unterzeichnung der Kapitulation der 18. Armee am Cape Wom gefahren. Im Hintergrund australische Soldaten

Die Kampagne zog sich noch bis zum Ende des Pazifikkriegs. In 10 Monaten rückte die 6. Division fast 115 km entlang der Küste und in den Bergen vor. Sie vertrieb die 18. Armee (oder deren Reste) aus 7800 Quadratkilometern Territorium.
442 Australier wurden getötet und 1141 verwundet. Dazu kamen abgeschossene Flugzeuge der RAAF und deren Besatzungen.
Die japanischen Verluste im Verlauf dieser Kampagne beliefen sich auf rund 9000 Soldaten. 269 Japaner kamen in Gefangenschaft und weitere starben an Hunger und schweren Krankheiten.
Während der Jahre 1942 bis zur Kapitulation Ende August 1945 war die Gesamtstärke der 18. Armee auf Neuguinea von 100.000 Soldaten auf etwa 13.500 gesunken.
Nach dem Krieg wurde Adachi Hatazō wegen Kriegsverbrechen, einschließlich der Tötung von Gefangenen, angeklagt und am 12. Juli 1947 zu lebenslanger Haft verurteilt. Am 10. September desselben Jahres tötete er sich in seinem Quartier auf dem Gefangenengelände in Rabaul, nachdem er zuerst eine Reihe von Briefen geschrieben hatte.
in der Historie beider Länder werden die Kämpfe von 1945 als Beispiele für großartige Standhaftigkeit Bestand haben. Doch ob sie für den Krieg noch notwendig waren, bleibt umstritten.